# 二森村
二森村（ふたもりむら）は、広島県甲奴郡にあった村。現在の府中市の一部にあたる。

## 地理
江の川水系上下川の流域に位置していた。

## 歴史
- 1889年（明治22年）4月1日、町村制の施行により、甲奴郡二森村が単独で村制施行し、二森村が発足[1][2]。二森村、小塚村、小堀村、有福村の町村組合を結成し役場を小堀村に設置[1]。
- 1895年（明治28年）10月1日、甲奴郡小塚村、小堀村、有福村と合併し、吉野村を新設して廃止された[1][2]。

### 地名の由来
南部の自王山上に古来水の神として信仰の対象であった杉の大木があり、北部の小名森の裏山に欅の大木もあり、二つの森をなすことから。

## 産業
- 農業、線香（杉の葉）[1]